# Leopold Lannoye
Leopold Lannoye (Dudzele, 1 september 1862 - Knokke, 16 mei 1939) was burgemeester van de Belgische gemeente Dudzele, van 1905 tot 1921.

## Biografie
Lannoye was de zoon van Jacobus Lannoye (1798-1873) en die zijn tweede en dertig jaar jongere vrouw Rosalie Debacker (1828-1903). Leopold Lannoye trouwde met de zestien jaar oudere Maria-Josepha Monbaliu (1846-1935).

## Burgemeester
In 1904 bestond de gemeenteraad van Dudzele uit burgemeester Jan Monbaliu, schepenen Joost Van Belleghem en Karel Notterdam, leden August Maenhoudt, Lodewijk Fevery, Jozef Inghelram, Gustaaf Bossier, Leopold Lannoye en Frans Bruselle. Dat jaar werd Lannoye de nieuwe burgemeester.
De gemeenteraad van Dudzele bestond in 1908 uit: burgemeester Leopold Lannoye, schepenen Karel Notterdam en Lodewijk Vanderhaeghen, leden Jan Monbaliu, J. Inghelram, G. Bossier, F. Brusselle, Adolf Claeys en Kamiel Danneels. Dat de vorige burgemeester als raadslid bleef zetelen, doet vermoeden dat hij niet goedschiks zijn zetel had afgestaan en oppositie voerde.
Na de verkiezing van 15 oktober 1911 zag de samenstelling er als volgt uit: burgemeester Leopold Lannoye, schepenen Karel Notterdam en Lodewijk Vanderhaeghen, leden J. Inghelram, F. Brusselle, Kamiel Danneels, August Dendooven, Edmond Maenhoudt en Adolf Claeys.
Lannoye bleef burgemeester tijdens de oorlogstijd en tot aan de eerste naoorlogse verkiezing in 1921. Hij werd toen opgevolgd door Alphonse De Haene. Zijn dood in Knokke werd gemeld als 'plots'.